# 戌井昭人
戌井 昭人（いぬい あきと、1971年10月22日 - ）は、日本の俳優、劇作家、小説家。祖父は文学座代表を務めた演出家の戌井市郎。妻はモデルの愛可。一男がいる。

## 来歴
東京都調布市出身。1995年、玉川大学文学部演劇専攻卒業。同年、文学座付属研究所に入所。翌年に文学座研究生に昇進し12月に退所。1997年に牛嶋みさをらとともにパフォーマンス集団「鉄割アルバトロスケット」を旗揚げし、脚本も担当している。
2008年に「新潮」に発表した『鮒のためいき』で小説家デビュー。2009年に小説『まずいスープ』で第141回芥川龍之介賞および第31回野間文芸新人賞の候補になる。2011年に『ぴんぞろ』で第145回の芥川龍之介賞候補、2012年に『ひっ』で第147回の芥川龍之介賞候補、2013年に『すっぽん心中』で第149回芥川龍之介賞候補、第40回川端康成文学賞受賞。2014年に『どろにやいと』で第151回芥川龍之介賞候補、第36回野間文芸新人賞候補。2016年に『のろい男 俳優・亀岡拓次』で第38回野間文芸新人賞受賞。

## 著作
- 『まずいスープ』（2009・新潮社）のち文庫
- 『八百八百日記』（2009・創英社）
- 『ただいま、おかえりなさい』（2009・ヴィレッジブックス）
- 『俳優・亀岡拓次』（2011・フォイル）のち文春文庫
- 『ぴんぞろ』（2011・講談社）のち文庫
- 『松竹梅』（2012・リトルモア）
- 『ひっ』（2012・新潮社）
- 『すっぽん心中』(2013・新潮社)
- 『どろにやいと』（2014・講談社）
- 『のろい男 俳優・亀岡拓次』（2015・文藝春秋）
- 『酔狂市街戦』（2016・扶桑社）
- 『ゼンマイ』（2017・集英社）
- 『壺の中にはなにもない』(2020・NHK出版)
- 『さのよいよい』（2020・新潮社）
- 『沓が行く。』（2022・左右社）
- 『戌井昭人 芥川賞落選小説集』（2025・ちくま文庫）

## 出演

### 映画
- ストロベリーショートケイクス（2005年、矢崎仁司監督）
- 松ヶ根乱射事件（2006年、山下敦弘監督）
- 歓喜の歌 （2007年、松岡錠司監督）
- ケンタとジュンとカヨちゃんの国（2010年、大森立嗣監督）
- ゲゲゲの女房（2010年、鈴木卓爾監督）
- 真夜中からとびうつれ（2011年、横浜聡子監督）（短編）
- まほろ駅前多田便利軒 （2011年、大森立嗣監督）- 声の出演
- 不倫純愛（2011年、矢崎仁司監督）
- 赤い季節（2012年、能野哲彦監督）
- 俳優 亀岡拓次（2016年1月30日公開、横浜聡子監督）
- 素敵なダイナマイトスキャンダル（2018年3月17日公開、冨永昌敬監督）
- WE ARE LITTLE ZOMBIES（2019年6月14日公開、長久允監督）

### テレビ
- ほんとにあった怖い話「オバケじゃないもん」（2005年1月31日、フジテレビ） - AD役
- あの歌がきこえる（2006年、NHK総合）
- 国鱒狂想曲 （2011年、山梨放送）- ナレーション
- 情熱大陸（2012年8月12日、MBS制作・TBS系列）
- その「おこだわり」、私にもくれよ!! 第2話（2016年4月15日、テレビ東京）

### CM
- オリオンビール (1995年)
- サントリー 『BOSS7』（1998年）
- NTT 『DoCoMo FOMA（北海道編）』（2002年）
- AU 『携帯電話（関西編）』（2003年）
- 第一三共『胃薬』 市川準監督（2006年）
- サッポロビール 『うまい生』（2007年）
- パチンコサミー（2007年）
- 八景島シーパラダイス 『ウエルカムシンベエ編・春』（2011年） - ナレーション

### ラジオ
- ポエトリーカフェ （2007年、J-WAVE） -レギュラー